# برومير (فلم)
برومير (باليابانية: プロメア، بالروماجي: Puromea) هو فيلم أنمي ياباني من إخراج هيرويوكي إيمايشي ومن تأليف كازوكي ناكاشيما، ومن إنتاج استوديو تريغر وإكسفلاغ وسانزيغين. عرض الفيلم في اليابان في 24 مايو عام 2019.

## القصة
تدور أحداث القصة عن الكارثة المعروفة باسم الحريق العالمي العظيم، تسببت الحرائق الناجمة عن عمليات احتراق مقتل نصف سكان العالم. طور بعض البشر قدرات بعد الحادث، وأصبحوا لديهم القدرة على شعال النار ومعروفين باسم "بارنيش". 

## الأداء الصوتي
| الشخصية       | الأداء الصوتي     |
| ------------- | ----------------- |
| غالو ثيموس    | كينيتشي ماتسوياما |
| ليو فوتيا     | تايتشي ساوتومي    |
| كراي فورسايت  | ساكاي ماساتو      |
| آينا أرديبيت  | أياني ساكورا      |
| ريمي بوغونا   | هيرويوكي يوشينو   |
| فاريس تروس    | تيتسو إينادا      |
| إيغنيس اكس    | ريكيا كوياما      |
| لوسيا فيكس    | مايومي شينتاني    |
| فيني          | كيندو كوباياشي    |
| هيريس أردبيت  | آمي كوشيميزو      |
| بيار كلوسيس   | ريوكا يوزوكي      |
| فولكان هيستوس | تايتن كوسونوكي    |
| غويرا         | نوبويوكي هياما    |
| ميس           | كاتسويوكي كونيشي  |
| ديوس بروميث   | أراتا فوروتا      |

## وصلات خارجية
- الموقع الرسمي (باليابانية)
- الموقع الرسمي
- الموقع الرسمي
- الموقع الرسمي

مقالات تستعمل روابط فنية بلا صلة مع ويكي بيانات